# Michaela Krinner
Michaela Krinner (* 29. September 1915 in Waldmünchen, Oberpfalz; † 11. Oktober 2006 in Freilassing) war eine Malerin des magischen Realismus.

## Leben
Michaela Krinner wird am 29. September 1915 in Waldmünchen geboren. Ihre Familie stammt väterlicherseits ursprünglich aus Bad Tölz und lässt sich als eine der Tölzer Flößerfamilien bis ins Mittelalter zurückverfolgen. 1916 stirbt ihr Vater während eines Einsatzes als Militärarzt in Polen an Flecktyphus. Ihre Gymnasialzeit verbringt Krinner von 1927 bis zum Abitur im Regensburger Internat der Salesianerinnen. Danach absolviert sie von 1931 bis 1937 eine Ausbildung als Lehrerin bei den Ursulinen in Straubing. Von 1939 bis 1941 ist sie als Referendarin bzw. Lehrerin in Rötz, Regenstauf, Amberg und Schönsee tätig. Von 1942 bis 1945 unterrichtet sie als Zeichenlehrerin an der Lehrerbildungsanstalt in Polling bei Weilheim und nimmt gleichzeitig ein Studium an der Akademie für angewandte Kunst in München bei Anton Marxmüller (geb. 1898 München) auf. In München ausgebombt, kehrt sie kurz vor Kriegsende auf abenteuerlichem Weg in die Oberpfälzer Heimat zurück. Von 1945 bis 1951 lebt sie in Neunburg vorm Wald in der Nähe von Regensburg und arbeitet als Lehrerin für Kunst und Theaterspiel. Sie setzt ihr Malstudium bei Walter Dolch in Amberg fort.
Nach einem kürzeren Aufenthalt in Helmbrechts siedelt sie 1953 nach Ohlstadt bei Murnau über, wo sie eine Anstellung als Lehrerin erhalten hat. Die Begegnung mit Peter Beckmann, dem Sohn des Malers Max Beckmann, Kurdirektor und leitender Arzt in der Ohlstadter Rehabilitationsklinik, ist für ihre künstlerische Entwicklung wegweisend: auf seine Empfehlung besucht sie als Malschülerin von 1953 bis 1956 regelmäßig die Akademie-Kurse „Schule des Sehens“, die Oskar Kokoschka in Salzburg abhält. Von 1957 bis 1964 lebt sie in Tutzing am Starnberger See im Midgard-Haus, einem Künstlerhaus der Jahrhundertwende. Einige der in dieser Zeit geschaffenen Bilder entstehen in Zusammenarbeit mit ihrem Mitbewohner, dem Tänzer, Choreographen und Emil-Orlik-Schüler Helge Peters-Pawlinin (1903–1981). Zwischen 1964 und 1968 lebt sie in Fontainebleau bei Paris, wo sie am „Collège d’Etat International“ unterrichtet. Nach Deutschland zurückgekehrt, geht sie zunächst wieder nach Tutzing und zieht 1974 nach Laufen an der Salzach. 1978 beendet sie ihre Lehrtätigkeit und widmet sich nur noch der Malerei. In den achtziger Jahren unternimmt Krinner zahlreiche Reisen durch Südeuropa, Ägypten und in europäische Städte. Die gewonnenen Eindrücke schlagen sich in Reiseskizzen und in neuen Motiven ihrer Gemälde nieder.
Zwischen 1982 und 1989 bildet sich Krinner in den graphischen Techniken durch Kurse bei Friedrich Meckseper (1936–2019) in Salzburg und Willi Wimmer in Wolkersdorf weiter. In dieser Zeit treten die graphischen Arbeiten gleichberechtigt neben das Gemäldeschaffen. Noch bis kurz vor ihrem Tod ist Krinner künstlerisch tätig. Sie stirbt am 11. Oktober 2006 in Freilassing.

## Werk
Die künstlerische Begabung Krinners zeigt sich schon früh. So dienen in den 30er Jahren ihre zeichnerischen Arbeiten als Vorlagen für Kalenderdrucke. Die schwierigen familiären Umstände der früh zur Halbwaisen gewordenen Krinner und die unruhigen Kriegszeiten verhindern jedoch das angestrebte systematische Kunststudium. Als Einspringerin für die zum Kriegsdienst eingezogenen männlichen Lehrkräfte muss Krinner in den Kriegs- und ersten Nachkriegsjahren häufig die Wohnorte wechseln. Dennoch erarbeitet sie sich dank privaten Studiums und der eigenen zeichnerische Lehrtätigkeit eine umfassende Ausbildung in den verschiedenen malerischen Techniken.
Das Frühwerk, soweit noch erhalten, umfasst vor allem altmeisterlich beeinflusste Porträts, die Krinners starke zeichnerische Begabung verraten, sowie impressionistisch geprägte Landschaftsbilder. Eine entscheidende Wende bedeutet das auf Initiative von Peter Beckmann aufgenommene Studium bei Oskar Kokoschka an der Sommerakademie in Salzburg. In den folgenden Jahren streift sie die stilistischen Einflüsse ihrer bisherigen Lehrer ab und entwickelt einen eigenständigen, figurativen Stil. Die Aquarelle der fünfziger Jahre, meist Figurendarstellung, sind mit lockerer Strichführung Nass in Nass gemalt und beziehen Teile des ausgesparten Blatthintergrunds in die Komposition mit ein. Noch bis in die 1990er Jahre bedient sich die Künstlerin dieses Stils, auch wenn sie in der Ölmalerei längst andere Wege eingeschlagen hat.
In den 1960er Jahren unterwirft sich Krinner in ihren Ölgemälden einem disziplinierten Stil der vereinfachten, großflächigen Formen und der strengen frontalen Darstellung. Nur in den Landschaftsbildern gestattet sie sich eine Auflockerung durch die Wahl ungewöhnlicher Betrachterstandpunkte. Die Reduktion vor allem des menschlichen Körpers auf geometrische Grundformen erinnert an Tendenzen der Neuen Sachlichkeit, besonders an Oskar Schlemmer, ist vielleicht aber auch als Absetzbewegung von ihren früheren Lehrern auf der Suche nach dem eigenen Stil zu verstehen. Die Gemälde der 60er Jahre sind mit kurzen, gestupften Pinselstrichen gemalt.
In den 1970er Jahren verschwindet auch diese Belebung der Oberfläche. Die Gegenstände werden in glatter Flächigkeit gegeben, mit metallisch spiegelnder Oberfläche, glattem Farbauftrag und gestuften Farbübergängen. Verschiedentlich wird diese Stilphase als „Magischer Realismus“ beschrieben. In den Stillleben, die in den siebziger und achtziger Jahren zum bevorzugten Motiv werden, wird dieser Stil besonders deutlich: das Gegenständliche wird betont objektiv wiedergegeben; durch die Nahsichtigkeit, den ungewöhnlichen Bildausschnitt und die teilweise zum Hyperrealismus gesteigerte Wiedergabe der Stofflichkeit von Oberflächen erhalten die eigentlich banalen Gegenstände des Alltags eine Aura des Transzendenten. In späteren Jahren verstärkt Krinner diesen Ausgriff in das Nicht-Wirkliche durch Schatten- und Spiegeleffekte, kulissenhafte Hintergründe und kaum bemerkbare Eingriffe in die Logik der Sinneswahrnehmung. Laut Selbstaussage fasziniert Krinner die Herausforderung, mit malerischen Mitteln die Beschaffenheit von Materialien wiederzugeben, wie die unterschiedliche Stofflichkeit von Textilien, aber auch Holz und Metallen.
In den Stillleben der 90er Jahre bedient sie sich eines wieder flockigeren, lockeren Pinselduktus und weicherer Farbübergänge. Parallel dazu entstehen zwischen 1998 und 2003 Bilder eines neo-expressiven Stils, in der die Künstlerin mit dynamischer Bildgestaltung und neuen Maltechniken experimentiert. Vom Ende der 1970er Jahre bis zum Ende der 1990er Jahre kombiniert Krinner druckgraphische Techniken mit Aquarell-Malerei. Die Radierungen und Lithographien werden in geringer Auflage in einer Chiemgauer Handdruckerei gedruckt und von der Künstlerin anschließend in verschiedenen Farbvarianten mit Aquarell überarbeitet. Motive sind Blüten, Vögel, seltener Figurendarstellungen.
Ab den 1970er Jahren entsteht der quantitativ und qualitativ im Gesamtwerk der Künstlerin gewichtige Komplex der Tuschezeichnungen. Vorwürfe sind auch hier Gegenstände des Alltags, besonders „niedrige“ oder „hässliche“ Motive wie welke Blätter oder Abfälle. Im Gegensatz zu dem klaren, disziplinierten Aufbau der Ölgemälde arbeitet Krinner in den Zeichnungen detailreich, bildfüllend, mit altmeisterlicher Akribie und mit Sinn für das Abseitige, sogar Skurrile. Sie nutzt das eigentlich spröde Medium der Tuschzeichnung, um mit fein abgestuften Schwarz-Weiß-Kontrasten die Textur der Gegenstände sinnfällig zu machen, und um Strukturen im Aufbau von Pflanzen oder Textilien deutlich zu machen. Krinner zitiert hier Stilmittel der manieristischen Kalligraphie und überführt durch strukturelle Stilisierung einerseits, durch wuchernde Detailfülle andererseits, die Darstellungen aus Pflanzen- und Tierwelt in allegorische Darstellungen. Fotografisch präzise Beobachtung verschränkt sich mit einem Hang zu Surrealem und anspielungsreichem Humor.
Krinners Werke befinden sich u. a. in folgenden öffentlichen Einrichtungen und Sammlungen: Stadt Brioude, Rathaus Burghausen, Hermann-Hesse-Museum der Stadt Calw, Landesversicherungsanstalt Unterfranken, Sammlung Konsul Otto Eckart/München, Schloss Neunburg vorm Wald, Gemeinde Ohlstadt, Grenzland- und Trenck-Museum Waldmünchen. Die Stadt Laufen und der Museumsverein Laufen planen eine Dauerausstellung mit einem repräsentativen Überblick über das Lebenswerk der Künstlerin (Stand 2010).